# Caravaggio (film)
Caravaggio är en brittisk historisk dramafilm från 1986 i regi av Derek Jarman.
1999 placerade British Film Institute filmen på 93:e plats på sin lista över de 100 bästa brittiska filmerna genom tiderna.

## Rollista i urval
- Nigel Terry - Caravaggio
- Dexter Fletcher - Caravaggio som ung
- Noam Almaz - Caravaggio som barn
- Sean Bean - Ranuccio
- Robbie Coltrane - Scipione
- Garry Cooper - Davide
- Nigel Davenport - Giustiniani
- Michael Gough - Kardinal Del Monte
- Spencer Leigh - Jerusaleme
- Tilda Swinton - Lena